# برة بنت رافع
برة بنت رافع تابعية أدركت زينب بنت جحش، وروت عنها، وعنها روى عبدالله بن رافع.